# Cette chose étrange en moi
Cette chose étrange en moi (titre original en turc : Kafamda Bir Tuhaflık), sous-titré La vie, les aventures, les rêves du marchand de boza Mevlut Karataş et l'histoire de ses amis et Tableau de la vie à Istanbul entre 1969 et 2012, vue par les yeux de nombreux personnages, est le neuvième roman de l'écrivain turc Orhan Pamuk, paru en 2014. C'est également, après Le Musée de l'innocence (2008), son deuxième roman publié après son obtention du prix Nobel de littérature en 2006.

## Développement et influences
La rédaction du roman débute en 2008, année de la sortie du Musée de l'innocence. Pamuk veut continuer à chroniquer l'histoire moderne de sa ville natale mais en délaissant, cette fois, le point de vue bourgeois. Au contraire, il prend le parti de raconter l'évolution d'Istanbul à travers le regard d'un personnage humble, un de ceux qui quittèrent leurs campagnes par milliers dans les années 1960 pour venir exercer des petits métiers et qui firent passer la population de la métropole d'un million d'habitants vers 1970 à dix-sept millions en 2010. Le projet de l'auteur est ambitieux, il désire écrire une véritable épopée de ces gens-là, un grand roman poétique dans le style avec lequel Tolstoï avait immortalisé la vie populaire dans la Russie tsariste.
Le titre du roman vient d'une de ses lectures de jeunesse, le poème Le Prélude de William Wordsworth.
L'écriture dure six ans, Pamuk se documente et visite les villages d'Anatolie centrale d'où émigraient ceux qui venaient vendre du yaourt et de la boza dans les rues d'Istanbul. Il construit le personnage de Mevlut Karataş, en partie inspiré de Julien Sorel, le héros du roman Le Rouge et le Noir de Stendhal. Bien que naïf et loin de disposer de la ruse de Sorel, il partage avec lui sa volonté de réussir dans une société dont il sera amené à traverser toutes les couches. Là où Sorel permettait à l'écrivain de peindre un tableau de la société française sous la Restauration, Mevlut permet à Pamuk d'en faire de même avec la société stambouliote de la deuxième moitié du XXe siècle. 
Le récit est également expérimental. Pamuk le commence dans un style classique, à la troisième personne et en conservant une distance avec le personnage, à la manière de Balzac ou de Dickens. Cependant, il est vite insatisfait par le résultat qui ne retranscrit pas assez fidèlement le fruit de ses discussions avec des vendeurs de rue. Avec la troisième personne, il perd la vitalité des témoignages. Il décide donc, au milieu du récit principal, d'inclure à la première personne les points de vue des proches de Mevlut (sa femme Rayiha, ses cousins Korkut et Süleyman, son ami Ferhat, etc).

## Résumé
Mevlut Karataş naît en 1957 à Cennetpınar, un petit village de la sous-préfecture de Beyşehir, en Anatolie centrale. À la fin de ses études élémentaires et après avoir exercé un an comme berger, il part en 1969 rejoindre son père Mustafa à Istanbul. Avec lui, il habite un gecekondu, petite masure misérable de bidonville à Kültepe, une colline de la rive européenne du Bosphore où s'entassent les nouveaux arrivants en ville. Leurs cousins Aktaş vivent à Duttepe, une colline voisine : Hasan, frère de Mustafa et épicier, sa femme Safiye et leurs deux fils Korkut et Süleyman. 

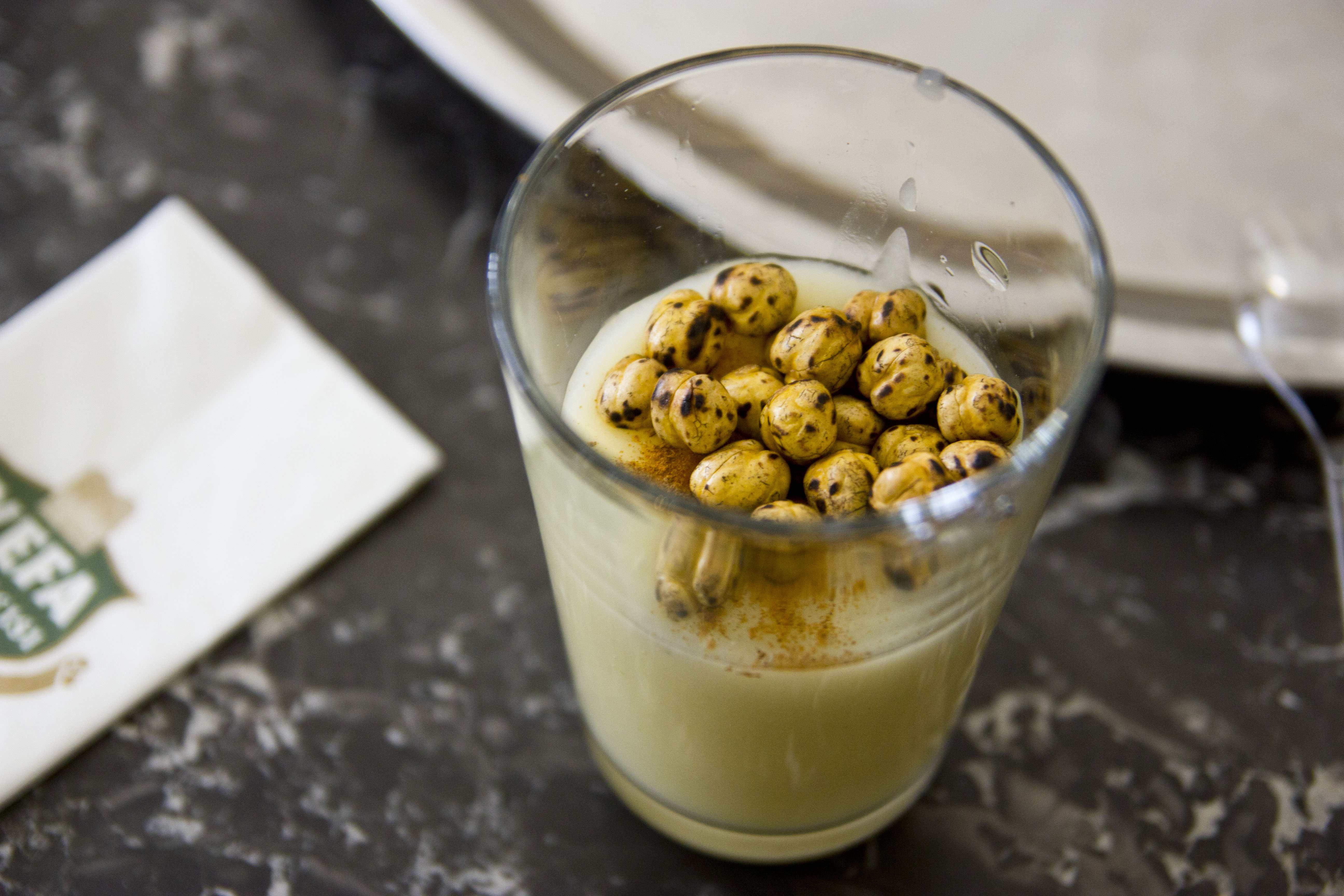
Un verre de boza, avec cannelle et pois chiches.

En parallèle de ses cours au lycée de garçons Atatürk, son père initie Mevlut au métier de marchand ambulant de yaourt et de boza. Ensemble, il parcourent à pied les rues d'Istanbul, au milieu des konaks et des dolmuş. Au lycée, Mevlut reçoit une instruction patriotique, incarnée par l'interprétation matinale de la Marche de l'Indépendance pendant la cérémonie du drapeau. Le coup d'État de 1971 instaure la loi martiale et réveille les querelles politiques chez les adolescents. C'est à ce moment-là qu'il rencontre le petit vendeur Ferhat Yılmaz, un alévi marxiste, avec lequel il se lie d'amitié. Les deux garçons font l'école buissonnière ensemble pour vendre des billets de bonne fortune aux passants. Mevlut délaisse ses études et commence à fumer, au désarroi de son père.
Un index des personnages (et de leurs apparitions) est fourni en annexe, en même temps qu'un arbre généalogique des familles.

### Personnages
Liste des personnages s'exprimant à la première personne, par ordre d'apparition :
- Süleyman (né en 1957) : fils cadet d'oncle Hasan et de tante Safiye, arrivé à Istanbul en 1968.
- Abdurrahman Éfendi (né en 1933) : surtout connu pour être le père des trois sœurs Vediha, Rayiha et Samiha. Il est surnommé Abdurrahman « au cou tordu » depuis que sa lourde perche de marchand ambulant de yaourt a fini par lui déformer la colonne vertébrale. Obligé d'arrêter le métier en 1966, il est rentré dans son village de Gümüşdere retrouver sa famille. Sa femme Fevziye meurt en 1969 en donnant naissance à un fils, Murat, qui ne survit pas.
- Mustafa Éfendi (1927-1981) : père de Mevlut, arrivé en 1963 à Istanbul avec son frère Hasan. Ensemble, ils construisent la maison de Kültepe. Il exerce le métier de marchand de yaourt et de boza.
- Korkut (né en 1952) : fils aîné de Hasan et de Safiye. Arrivé à Istanbul en 1965, il évolue au cours de sa vie vers un nationalisme dur. Il est proche de l'entrepreneur Hadji Hamit Vural.
- Squelette : surnom de l'assistant de Fazıl Bey, le directeur du lycée de garçons Atatürk.
- Damat : camarade de classe de Mevlut.
- Mohini : surnom d'Ali Yalnız, camarade de classe de Mevlut qu'il retrouve plus tard au service militaire.
- Vediha (née en 1962) : fille aînée d'Abdurrahman Éfendi, épouse Korkut en 1978.
- Rayiha (1965-1995) : fille cadette d'Abdurrahman Éfendi, épouse Mevlut en 1982.
- Samiha (née en 1966) : fille benjamine d'Abdurrahman Éfendi, de tempérament libre et rebelle. Presque fiancée à Süleyman, elle refuse de l'épouser, s'enfuit avec Ferhat. Après la mort de celui-ci, elle se rapproche de Mevlut, qui la tient à distance.
- Ferhat : alévi proche des milieux marxistes, meilleur ami de Mevlut.
- Hadji Hamit Vural : entrepreneur influent, vétéran de la guerre d'indépendance turque et ancien épicier. Il fait construire la mosquée de Duttepe, et engage une remarquable entreprise de construction.
- Tante Safiye : épouse de Hasan, mère de Korkut et Süleyman.
- Oncle Hasan : frère de Mustafa, père de Korkut et Süleyman.

Reproduction partielle de l'arbre généalogique des « familles des frères Hasan Aktaş et Mustafa Karataş, marchands de yaourt et de boza », donné au début du livre.
|             |             |             |             |             |             |  |  |              |              |              |              |              |              |  |  |               |               |               |               |               |               |  |  |                 |                 |                 |                 |                 |                 |  |  |  |  |
|             |             |             |             |             |             |  |  |              |              |              |              |              |              |  |  |               |               |               |               |               |               |  |  |                 |                 |                 |                 |                 |                 |  |  |  |  |
| Hasan Aktaş | Hasan Aktaş | Hasan Aktaş | Hasan Aktaş | Hasan Aktaş | Hasan Aktaş |  |  | Safiye Aktaş | Safiye Aktaş | Safiye Aktaş | Safiye Aktaş | Safiye Aktaş | Safiye Aktaş |  |  | Atiye Karataş | Atiye Karataş | Atiye Karataş | Atiye Karataş | Atiye Karataş | Atiye Karataş |  |  | Mustafa Karataş | Mustafa Karataş | Mustafa Karataş | Mustafa Karataş | Mustafa Karataş | Mustafa Karataş |  |  |  |  |
| Hasan Aktaş | Hasan Aktaş | Hasan Aktaş | Hasan Aktaş | Hasan Aktaş | Hasan Aktaş |  |  | Safiye Aktaş | Safiye Aktaş | Safiye Aktaş | Safiye Aktaş | Safiye Aktaş | Safiye Aktaş |  |  | Atiye Karataş | Atiye Karataş | Atiye Karataş | Atiye Karataş | Atiye Karataş | Atiye Karataş |  |  | Mustafa Karataş | Mustafa Karataş | Mustafa Karataş | Mustafa Karataş | Mustafa Karataş | Mustafa Karataş |  |  |  |  |
|             |             |             |             |             |             |  |  |              |              |              |              |              |              |  |  |               |               |               |               |               |               |  |  |                 |                 |                 |                 |                 |                 |  |  |  |  |
|             |             |             |             |             |             |  |  |              |              |              |              |              |              |  |  |               |               |               |               |               |               |  |  |                 |                 |                 |                 |                 |                 |  |  |  |  |
|             |             |             |             |             |             |  |  |              |              |              |              |              |              |  |  |               |               |               |               |               |               |  |  |                 |                 |                 |                 |                 |                 |  |  |  |  |
|             |             |             |             |             |             |  |  |              |              |              |              |              |              |  |  |               |               |               |               |               |               |  |  |                 |                 |                 |                 |                 |                 |  |  |  |  |
| Korkut      | Korkut      | Korkut      | Korkut      | Korkut      | Korkut      |  |  | Süleyman     | Süleyman     | Süleyman     | Süleyman     | Süleyman     | Süleyman     |  |  | Deux sœurs    | Deux sœurs    | Deux sœurs    | Deux sœurs    | Deux sœurs    | Deux sœurs    |  |  | Mevlut          | Mevlut          | Mevlut          | Mevlut          | Mevlut          | Mevlut          |  |  |  |  |

#### Autres personnages importants
- Melahat, dite Mahinur Meryem, chanteuse, maîtresse de Süleyman, puis son épouse,
- Neriman, femme que suit Mevlut,
- Selvihan, femme mysérieuse, rêvée puis rencontrée, puis recherchée par Ferhat,
- Son Excellence, professeur de calligraphie ancienne, cheikh de loge mystique soufie, un maître dérangeant pour Mevlut, qui le rencontre comme vendeur de boza.

## Sociologie
Le récit accompagne les personnages de 1969 à 2012, et évoque certains aspects de l'évolution de la société turque, et surtout de la vie courante dans les milieux humbles d'Istanbul : débrouille, installation en urgence, bidonville, petits métiers, ségrégation, regroupement par affinités communautaires, attachement aux traditions (anatoliennes, stambouliotes), disparition des métiers ambulants, errance des chiens, spéculation immobilière, fraude à l'électricité, recouvrement des factures d'électricité par des entreprises privées, radicalisation (communiste), nationalisme, islamisation...
L'édition originales est illustrée d'une photographie en noir et blanc d'un vendeur ambulant de boza par le grand photographe turc Ara Güler (1928-2018).

## Réception

### En France
Le livre paraît en 2017, aux éditions Gallimard. 
Il reçoit un très bon accueil critique,, : Télérama loue une « envoûtante fresque dans laquelle, une fois encore, Orhan Pamuk se penche sur l’histoire, le paysage, le souffle singulier d’Istanbul » et souligne le rôle central dans le récit de la boza, antique boisson ottomane qui remplaçait l'alcool à une époque où celui-ci était prohibé et à travers laquelle « c’est une histoire de la Turquie moderne et contemporaine qu’est en train d’écrire Pamuk ».
Pour Le Monde, les 700 pages du roman « confèrent à une œuvre déjà considérable une dimension neuve et profondément réjouissante » et « donne[nt] corps à la mégapole qu’est devenue Istanbul ».
Une adaptation théâtrale en est donnée au "Théâtre des ateliers" d'Aix-en-Provence en 2018.

### En Europe
En 2017, le roman figure sur la liste courte du Prix Littéraire International Dublin.